# فن الهيئة الجسمية

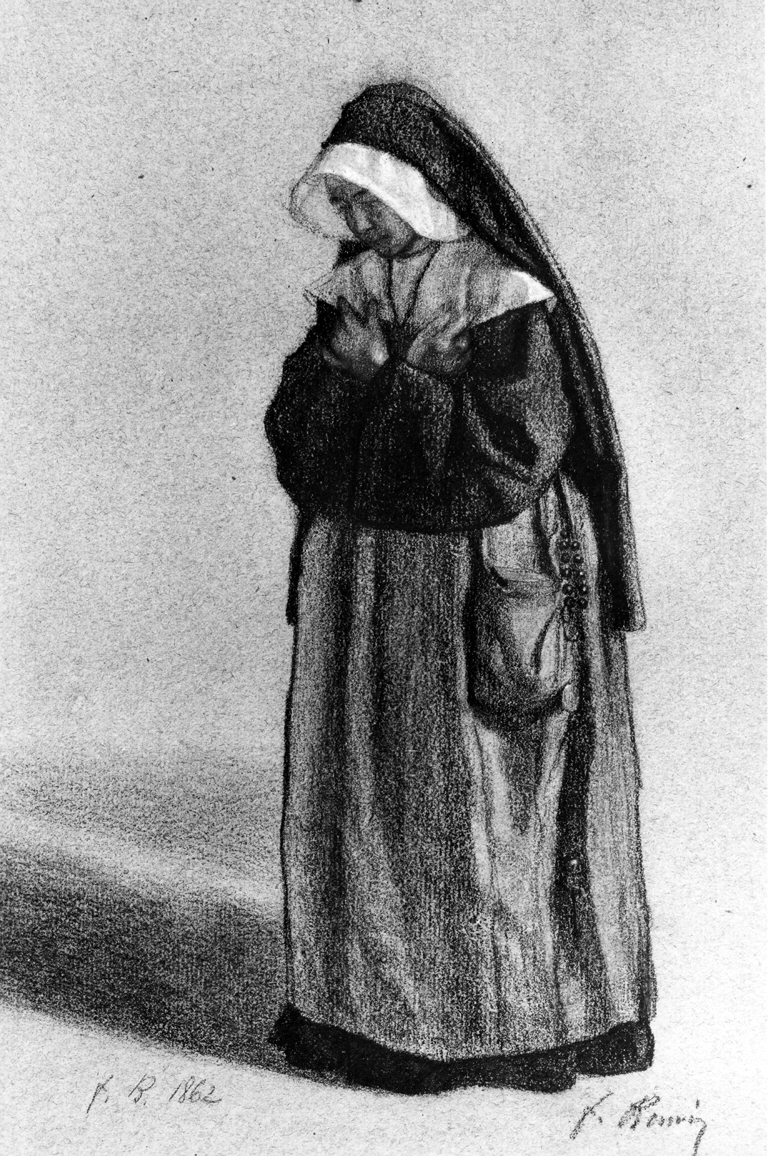
راهبة تقف في موقف الصلاة (1862)، بقلم فرانسوا بونفين

الهيئة الجسمية هي تعبير عن فنون جميلة تشير إلى هيئة أو عمل فني ملفت بواسطة رسام أو نحات. ينطبق على الهيئة وليس على الحالة العقلية، لكن ترتيب الهيئة يفترض ان تخدم الغرض المراد ايصاله والتعبير عنه. من الأمثلة على فن الهيئة التقليدي العبادة الذي يشير الاحترام والخضوع إلى الإله، الأباطرة، الكهنة (رجال الدين)، ذو المكانات العالية، الرموز الدينية؛ في الفن البيزنطي الذي يتميز بشكل خاص بوصف الإمبراطور الذي يكرم المسيح. في القرن 20-21 في تاريخ فن الهيئة الجسمية تم استخدامه في معظم الأحيان لتمييز إحدى تلك الهيئات التقليدية كوضعية أورانس.
كان فن الهيئة الجسمية أكثر أهمية كمصطلح جمالي في القرن التاسع عشر، عرف في قاموس فني على اأه الهيئة أو الترتيب للأطراف وأعضاء الشكل والذي من خلالهم نكتشف العمل الذي ارتبط به والمشاعر ذاتها التي تفترض أن تكون في ذهن الشخص الذي يتم تمثيله. يفهم هذا الفن كل تحركات الجسم، ويتطلب المعرفة الكاملة بالتفكير، وأيا كان ما يشير إلى مركز الجاذبية؛ ولكن مهما كان موقف أي شخصية، يجب ان يبين الأجزاء الجميلة بقدر ما سيسمح به الموضوع، فليكن الموضوع ما سيكون عليه. إضافة إلى ذلك، يجب ان يحتوي على دور بدون الخروج عن الاحتمال أو عن طبيعة الشخصية، فقد يعطي جمالا إضافي للعمل. كما هو مسموح باختيار المواقف التي تشكل الجزء الأروع من جماليات الفن.